# Crayon Shin-chan
Crayon Shin-chan (яп. クレヨンしんちゃん Курэён Син-тян), также просто Shin-chan, — сэйнэн-манга Ёсито Усуи. Оригинальная манга выходила с января 1990 до 2000 года в журнале Weekly Manga Action, а затем до своего завершения в связи с трагической гибелью автора в феврале 2010 года — Manga Town издательства Futabasha. Впоследствии манга была выпущена отдельно в 50 томах в формате танкобонов.
Летом 2010 года начала выходить новая манга New Crayon Shin-chan (яп. 新クレヨンしんちゃん син курэён Син-тян), создаваемая членами команды Усуи.
Манга была несколько раз адаптирована. Сначала в виде аниме-сериала продолжающего выходить с 1992 года. Позже в виде нескольких анимационных спин-офф-фильмов. Согласно опросу, проведенному в 2007 году Агентством по делам культуры, сериал занимает 19-е место среди лучших аниме всех времен.

## Сюжет
Действие сюжета разворачивается вокруг повседневной жизни Синносукэ «Сина» Нохары, пятилетнего мальчика, его родных и друзей в городе Касукабе японской префектуры Сайтама.

## Персонажи
Синносукэ Нохара (яп. 野原 しんのすけ Нохара Синносукэ) — главный персонаж сюжета, пятилетний мальчик.
Сэйю: Акико Ядзима
Мисаэ Нохара (яп. 野原 みさえ Нохара Мисаэ) — 29-летняя мать Сина. Её девичья фамилия — Кояма.
Сэйю: Мики Нарахаси
Хироси Нохара (яп. 野原 ひろし Нохара Хироси) — отец Сина.
Сэйю: Кэйдзи Фудзивара
Химавари Нохара (яп. 野原 ひまわり Нохара Химавари) — младшая сестра Сина.
Сэйю: Сатоми Короги
Сиро (яп. シロ) — белый пушистый щенок Сина.
Сэйю: Мари Масиба